# Liste der Biografien/Schuz
Liste der Biografien |
Portal Biografien |
Personensuche
# |
A |
B |
C |
D |
E |
F |
G |
H |
I |
J |
K |
L |
M |
N |
O |
P |
Q |
R |
S |
T |
U |
V |
W |
X |
Y |
Z |
?
 
Sa |
Sb |
Sc |
Sd |
Se |
Sf |
Sg |
Sh |
Si |
Sj |
Sk |
Sl |
Sm |
Sn |
So |
Sp |
Sq |
Sr |
Ss |
St |
Su |
Sv |
Sw |
Sy |
Sz
 
Sca–Sce |
Sch |
Sci–Scz
 
Scha |
Schc |
Schd |
Sche |
Schg |
Schi |
Schj |
Schk |
Schl |
Schm |
Schn |
Scho |
Schp |
Schr |
Schs |
Scht |
Schu |
Schv |
Schw |
Schy
 
Schua |
Schub |
Schuc |
Schud |
Schue |
Schuf |
Schug |
Schuh |
Schui |
Schuk |
Schul |
Schum |
Schun |
Schuo |
Schup |
Schuq |
Schur |
Schus |
Schut |
Schuu |
Schuv |
Schuw |
Schuy |
Schuz
Die Liste der Biografien führt alle Personen auf, die in der deutschsprachigen Wikipedia einen Artikel haben. Dieses ist eine Teilliste mit 10 Einträgen von Personen, deren Namen mit den Buchstaben „Schuz“ beginnt.

## Schuz
- Schüz, Alfred (1892–1957), deutscher nationalsozialistischer Militärhistoriker und Wehrwissenschaftler an der Universität Hamburg
- Schüz, Emil (1828–1877), deutscher praktizierender Arzt und Botaniker
- Schüz, Ernst (1901–1991), deutscher Ornithologe
- Schüz, Friedrich (1874–1954), deutscher Historien-, Genre- und Landschaftsmaler sowie Radierer der Düsseldorfer Schule und Ehrenbürger von Haigerloch
- Schüz, Hans (1883–1922), deutscher Maler und Radierer der Düsseldorfer Schule
- Schüz, Karl Albert Christoph (1855–1913), württembergischer Oberamtmann
- Schüz, Karl Wolfgang Christoph (1811–1875), deutscher Staatswissenschaftler und Hochschullehrer
- Schüz, Mathias (* 1956), deutscher Philosoph und Management-Dozent
- Schüz, Theodor (1830–1900), deutscher MalerTheodor Schüz (1830–1900)

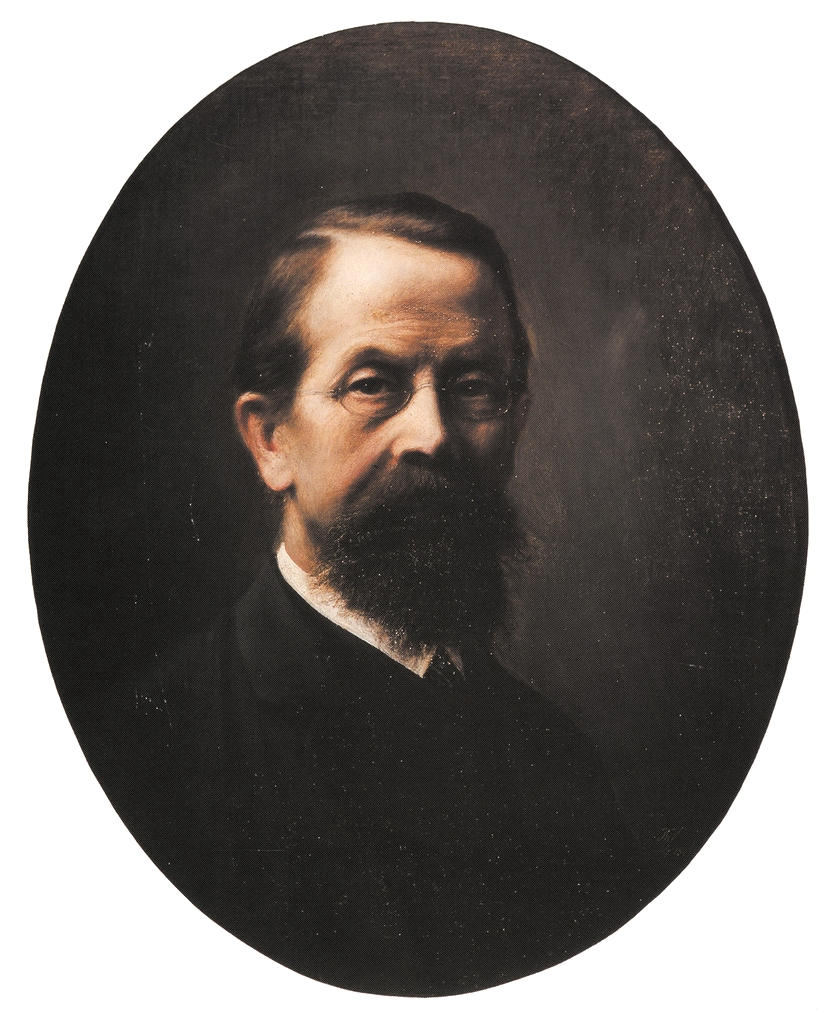
Theodor Schüz (1830–1900)

### Schuze
- Schüzenbach, Sebastian Karl (1793–1869), deutscher Chemiker